# Соня Маси
Соня Маси (на английски: Sonja Massie) е американска писателка на бестселъри в жанра исторически роман, съвременен трилър, любовен роман и документалистика. Пише и под псевдонима Ж. А. Маккъвът (на английски: G A McKevett).

## Биография и творчество
Соня Остил Маси е родена на 15 април 1952 г. в САЩ, и е с ирландски произход. Има брат и сестра.
Работи като главен редактор на списание „Single Living“ и е редактирала ръкописи за големите издатели. Преди да започне да пише самостоятелно тя е плодовит писател в сянка за известни личности и професионалисти. Преподава е множество курсове в университета и в курсове за допълнително обучение за възрастни, включително: обща литература, исторически изследвания, и писане на трилъри.
Публикува първия си роман „Legacy of the Wolf“ през 1986 г. Едно от най-известните ѝ произведения и бестселър, е романизацията на филма „Далече, далече“ (Far and Away) с участието на Том Круз и Никол Кидман през 1992 г. въз основа на сценария на Боб Долман.
През 1995 г. публикува първият трилър „Just Desserts“ от поредицата „Савана Рийд“ под псевдонима Ж. А. Маккъвът. Героинята ѝ е остроумна и борбена южнячка. След като е уволнена от полицията на Калифорния, русокосата Савана основава детективската агенция „Moonlight Magnolia“. Обладана от страстта си към добрата храна, тя също така упорито и безкомпромисно решава престъпленията в богат град в щата. Сюжетите на книгите от серията са с динамични сюжети, нестандартни герои, много хумор и разнообразен поглед върху човешката природа.
Тя е автор и на две документални книги посветени на историята на Ирландия, които представят детайлно познаване на сложната и противоречива история на страната, представена в популярен и хумористичен стил.
Соня Маси е живяла в графство Кери, Ирландия, Торонто, Вентура, Калифорния, и Амитивил, щат Ню Йорк, а сега живее със семейството си в Лонг Айлънд, Ню Йорк. Обича ирландската музика и изкуство.

## Произведения

### Като Соня Маси

#### Самостоятелни романи
- Legacy of the Wolf (1986)
- Dream Carver (1989)
- Carousel (1990)
- Moon Song (1990)
- Far and Away (1992) – романизация
- The Dark Mirror (1996)
- Betrayal (1996)
- A Friend in Need (1997)

#### Участие в общи серии с други писатели

##### Серия „Ирландски очи“ (Irish Eyes)
3. Daughter of Ireland (2000)
от серията има още 15 романа от различни автори

#### Сборници
„Укротяването на Катерина“, „The Taming of Katharina“ в Без маска, Unmasked (1997) – с Дженифър Блейк и Елизабет Гейдж („Укротяването на Катерина“ е в съавторство с Дженифър Блейк)

#### Документалистика
- What Every Girl Should Know about Boys (1992) – с Мег Шнайдер
- The Janet Dailey Companion: A Comprehensive Guide to Her Life and Her Novels (1996) – с Мартин Грийбърг
- The Complete Idiot's Guide to Irish History and Culture (1999)
- Irish Pride: 101 Reasons to Be Proud You're Irish (1999)

### Като Ж. А. Маккъвът

#### Серия „Савана Рийд“ (Savannah Reid)
1. Just Desserts (1995)
2. Bitter Sweets (1996)
3. Killer Calories (1997)
4. Cooked Goose (1998)
5. Sugar and Spite (2000)
6. Sour Grapes (2001)
7. Peaches and Screams (2002)
8. Death by Chocolate (2003)
9. Cereal Killer (2004)
10. Murder a la Mode (2005)
11. Corpse Suzette (2006)
12. Fat Free and Fatal (2007)
13. Poisoned Tarts (2008)
14. A Body To Die For (2009)
15. Wicked Craving (2010)
16. A Decadent Way To Die (2011)
17. Buried in Buttercream (2012)
18. Killer Honeymoon (2013)
19. Killer Physique (2014)

#### Документалистика
- A Novel Approach (2014)